# Masaaki Imai
Masaaki Imai (Tokyo, 1º settembre 1930 – Tokyo, 12 giugno 2023) è stato un economista giapponese, consulente sulla gestione della qualità.

## Biografia
Si è laureato all'università di Tokyo nel 1955 in relazioni internazionali. Negli anni '50 ha lavorato per cinque anni a Washington presso il Japanese Productivity Center, dove si occupava di accompagnare gruppi di impresari giapponesi in visita ai più importanti stabilimenti americani.
Nel 1962 ha fondato a Tokyo la Cambridge Corp., una ditta di gestione internazionale e di ricerca di personale per posizioni dirigenziali. Nel 1985 ha fondato Kaizen Institute per supportare le organizzazioni di tutto il mondo ad implementare la metodologia KAIZEN e dimostrare che tutte le organizzazioni possono adottare KAIZEN™ come strategia aziendale. Negli ultimi tre decenni, Imai ha scritto libri, articoli e saggi su KAIZEN™ e sulla Lean, sulla qualità, la leadership e altri temi legati al management. Imai ha saputo interpretare i bisogni delle aziende per passare al livello successivo e ottenere performance superiori, focalizzandosi sui processi piuttosto che sui risultati.